# Ли Хунгџи
Ли Хунгџи (кин: 李洪志; пин: Lǐ Hóngzhì; Гунгџулинг, 13. мај 1951) оснивач је чигонг школе Фалун гунг.

## Биографија
Рођен је 13. маја 1951. године у Гунгџулингу у кинеској провинцији Џилин. Дана 13. маја 1992. године је у граду Чангчуну јавности представио Фалун Гонг, након чега је изводио предавања широм Кине. Покрет је постигао значајну популарност током деведесетих година али је био потиснут од стране кинеске владе 1999.
Званични кинески извори кажу да је Ли био обични војни службеник и трубач, а Фалун Гонг текст Џуан Фалун каже да је Ли био обучен од стране будистичких и таоистички мајстора из детињства и да поседује натприродне моћи. Фалун Гонга учења су састављена од Лиових предавања и Ли сматра да је дефинисање снаге у систему веровања.
Године 1995. Ли Хунгџи је позван да држи предавања у САД и Европи, чиме је почело ширење Фалун Гонга изван кинеске границе. Ли се преселио у САД 1996. године где је наставио са праксом подучавања.